# Região da Capital Nacional (Índia)
A Região da Capital Nacional (em inglês:  National Capital Region), que abriga a oficialmente o Território da Capital Nacional de Deli (em inglês:  National Capital Territory of Delhi) , frequentemente abreviada de NCR ou NCT, e cidades conurbadas vizinhas, é uma região metropolitana, altamente conurbada, localizada no norte da Índia, que inclui a capital indiana, Nova Deli, o Território da Capital Nacional (cidade de Deli), que é a maior cidade do país, bem como partes dos estados indianos de Harianá, Utaracanda, Utar Pradexe e Rajastão. Com uma população estimada em 41 190 764 habitantes (2011), figura como a maior aglomeração urbana da Índia e uma das maiores mundo. Estendendo-se por uma área de mais de 33,5 mil km2, é a mais extensa região metropolitana do mundo.

## Principais localidades
Abaixo, os distritos mais populosos da Região da Capital Nacional, segundo dados de 2010/2011:
+ 10,000,000
- Deli: 11.007.300 hab.

+ 1,000,000
- Gaziabade: 4.661.452 hab.
- Alwar: 3.704.083 hab.
- Bulandshahr: 3.498.947 hab.
- Meerut: 3.447.405 hab.
- Faridabade:  1.798.998 hab.
- Gautam Buddh Nagar: 1.674.714 hab.
- Haridwar: 1.670.908 hab.
- Gurgaon: 1.514.085 hab.
- Sonipat: 1.480.780 hab.
- Baghpat: 1.163.931 hab.
- Rohtak: 1.058.335 hab.

Colar Metropolitano
- Total: 5.010.037 hab.